# Selaginella anceps
Selaginella anceps là một loài dương xỉ trong họ Selaginellaceae. Loài này được C. Presl C. Presl mô tả khoa học đầu tiên năm 1845.